# Dionysia paradoxa
Dionysia paradoxa är en viveväxtart som beskrevs av Per Wendelbo. Dionysia paradoxa ingår i dionysosvivesläktet som ingår i familjen viveväxter. Inga underarter finns listade i Catalogue of Life.

## Bilder

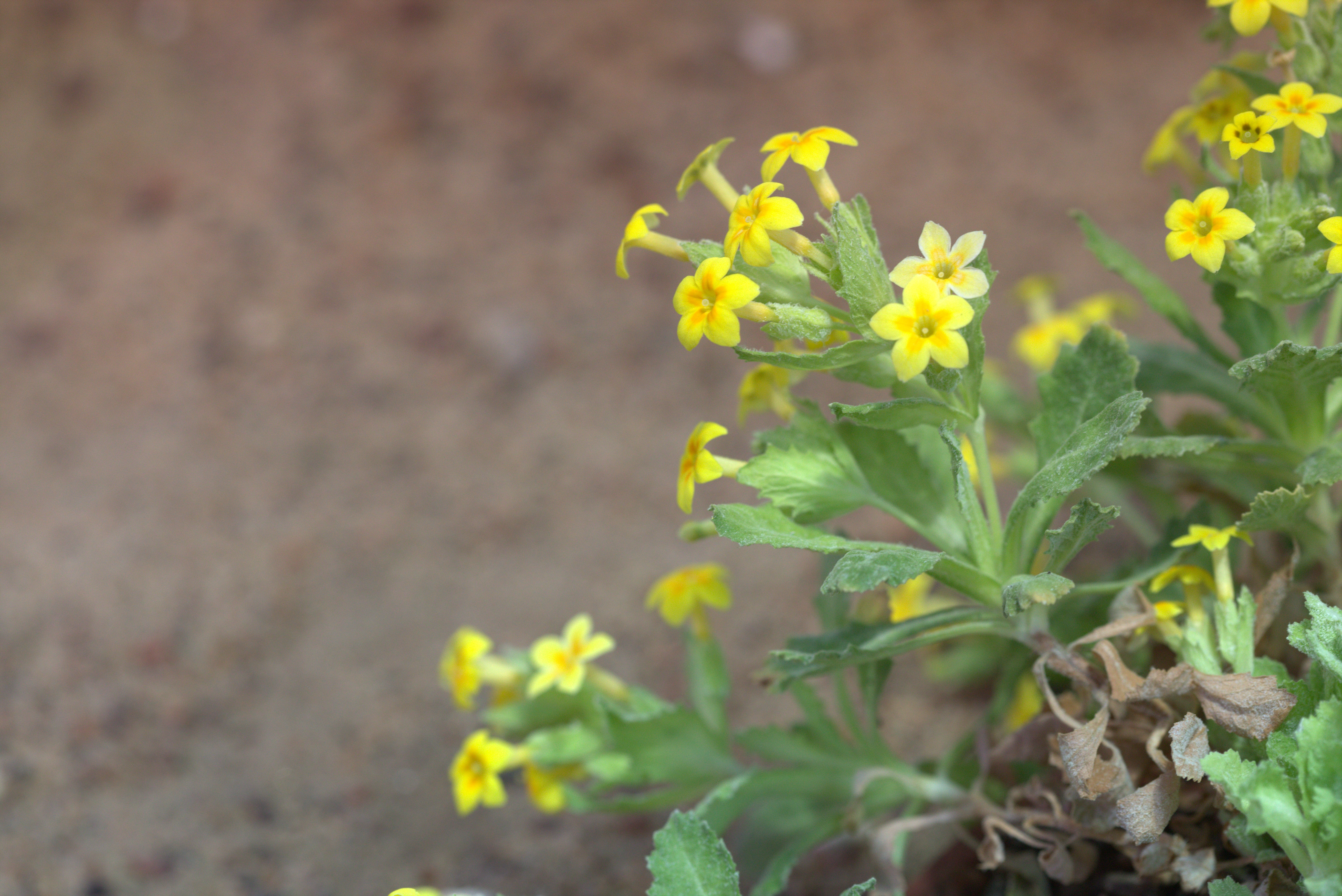
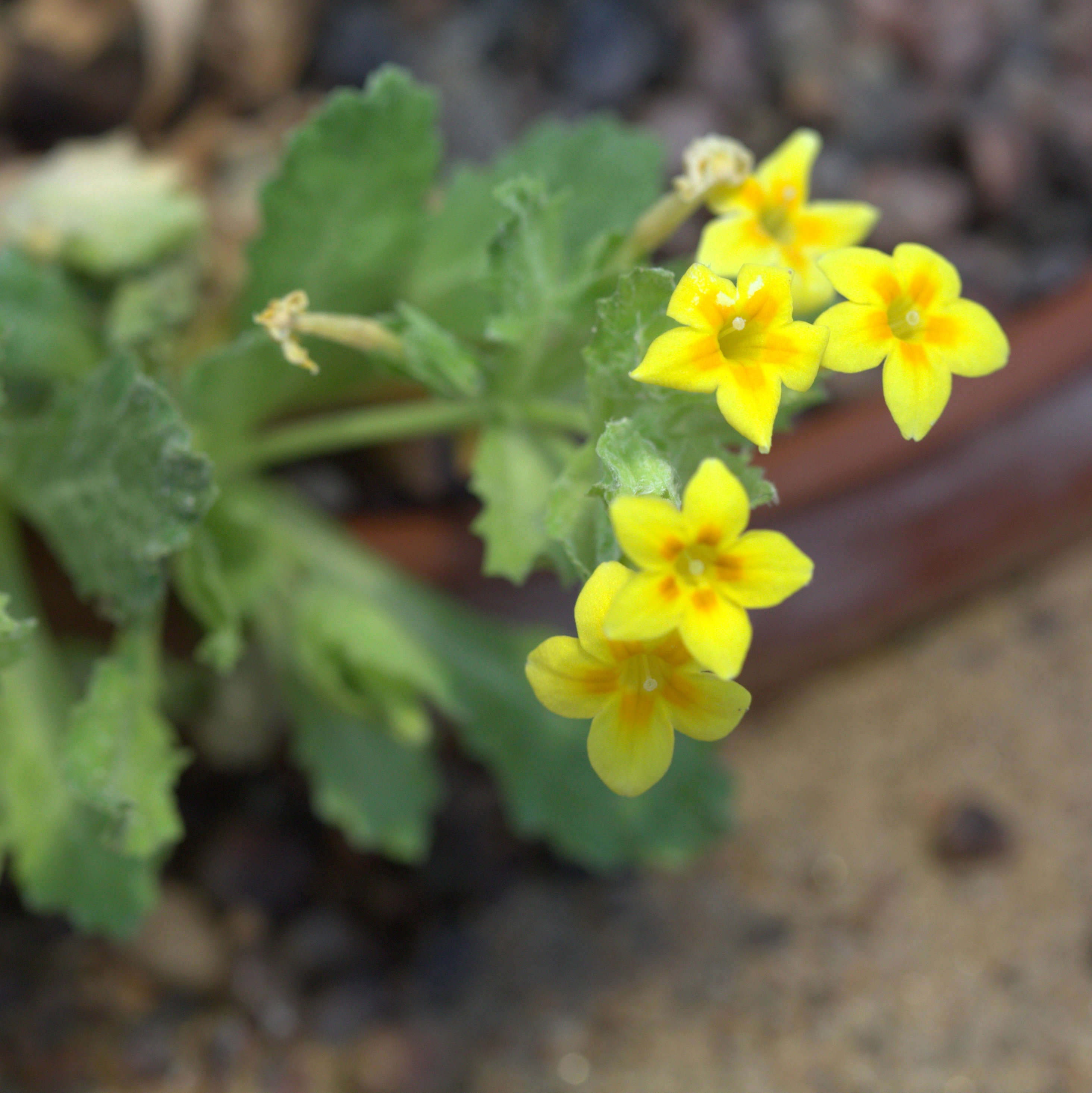
Stenceller i ett blad.